# Gula brigaden (1613–1635)
Gula brigaden, Gula regementet, Hovregementet, Konungens liv- och hovregemente, var en av Gustav II Adolfs främsta militära enheter, och har ansetts vara en föregångare till Svea livgarde. 
Gula brigaden leder sitt ursprung till 1613, då ett värvat regemente om 1 200 man, främst tyskar, sattes upp. Regementet fick 1618 benämningen Hovregementet. Det överfördes till Ingermanland och ombildades 1621, då det började kallas Gula regementet, sedan dragonerna i regementet anlagt rockar med gula beläggningssnören. En helgul dräkt användes dock endast av de drabanter som tjänstgjorde som kungens uppvaktare. Regementets båda första kompanier utgjorde kungens livgarde, och bestod till största delen av svenskar.
Gula regementet deltog med utmärkelse i polska kriget (1621–1629), och växte sedan ut till en brigads storlek, varefter det blev känt, och berömt, som Gula brigaden. Den innehade alltid platsen på infanteriets högra flygel. Större delen av brigaden stupade i slaget vid Lützen den 6 november 1632, däribland dess befälhavare, Nils Brahe d.ä. Regementet sattes dock upp på nytt, och gick med hertig Bernhard av Sachsen-Weimar i fransk tjänst 1635. De delar av gardeskompanierna som överlevde slaget vid Lützen förde kungens lik till Wolgast, varifrån en mindre del följde det till Stockholm. Från denna del anses Svea livgarde härstamma.